# 黄汉源
黄汉源（1932年—2023年1月31日），中国乳腺外科专家，北京协和医院外科原主任医师，专注于乳腺癌诊断与治疗领域，曾参与建立协和首个乳腺外科专科。

## 生平
1932年‌：生于新加坡，祖籍福建省安溪县‌。
1952年‌：从新加坡回国，考入大连医学院（现大连医科大学）医疗系‌。
1959年‌：毕业后进入北京协和医院外科工作，后专注乳腺外科领域‌。
1986年‌：赴澳大利亚西澳大学医学院伊丽莎白二世医疗中心进修，获荣誉研究员称号‌。
2023年‌1月31日因病医治无效，于在北京逝世，享年90岁。

## 著作
- 《协和名医说乳腺健康》[3]